# Timor oriental aux Jeux olympiques d'hiver de 2014
Le Timor oriental participe aux Jeux olympiques d'hiver de 2014 à Sotchi en Russie du 7 au 23 février 2014. Il s'agit de sa première participation à des Jeux d'hiver. La délégation est composée d'un seul athlète qui participe à la compétition de slalom lors des épreuves de ski alpin. Il termine à la 43e et dernière place. 
Le Timor oriental fait partie des nations qui n'ont pas remporté de médaille durant ces Jeux olympiques.

## Participation
Il s'agit de la première participation de l'équipe du Timor Oriental aux Jeux olympiques d'hiver.
Le seul athlète à prendre part à la compétition est le skieur alpin Yohan Goutt Goncalves.
Aux Jeux olympiques d'hiver de 2014, un seul athlète de l'équipe du Timor oriental a participé aux épreuves suivantes : 
| Sport              | Hommes | Femmes | Total |
| ------------------ | ------ | ------ | ----- |
| Ski alpin : slalom | 1      | 0      | 1     |
| Total              | 1      | 0      | 1     |

## Préparation
Issu d'un père français et d'une mère est-timoraise, le skieur alpin Yohan Goutt Goncalves, qui possède une double nationalité, décide de concourir sous les couleurs du Timor oriental. Il arrive à réunir 75 000 dollars américains pour financer sa préparation. Il participe à des courses en Australie, en Autriche et en Turquie pour se qualifier aux Jeux. Le 29 décembre 2013, lors d'une course FIS en Serbie, il réussit à atteindre les critères de qualification B en slalom et donc à se qualifier officiellement pour les Jeux olympiques d'hiver de 2014,,. Il est également le premier athlète de son pays, tous Jeux olympiques confondus, à se qualifier directement pour les épreuves olympiques sans devoir obtenir un quota du Comité international olympique. Après s'être préparé en Savoie, en France, il se rend en Russie avec l'équipe de France olympique.

## Cérémonie d'ouverture et de clôture
Selon la coutume, la Grèce, berceau des Jeux olympiques, ouvre le défilé des nations, tandis que la Russie, en tant que pays organisateur, ferme la marche. Les autres pays défilent selon leur ordre alphabétique en russe, langue officielle du pays organisateur et selon l'alphabet cyrillique. Le Timor oriental est la 70e des 88 délégations à entrer dans le Stade olympique Ficht de Sotchi au cours du défilé des nations durant la cérémonie d'ouverture, après le Taipei chinois et avant le Togo. Le porte-drapeau était le skieur Yohan Goutt Goncalves, unique représentant de la délégation.
La cérémonie de clôture a lieu également au stade olympique Ficht. Les porte-drapeaux des différentes délégations entrent ensemble dans le stade olympique. L'unique athlète du Timor oriental, Yohan Goutt Goncalves porte à nouveau le drapeau lors de la cérémonie de clôture après l'avoir porté lors de la cérémonie d'ouverture.

## Épreuves de ski alpin

### Slalom hommes
Le skieur est-timorais Yohan Goutt Goncalves a terminé à la 77e et dernière position de la première manche. Il a toutefois également participé à la seconde manche où il a obtenu la 43e et dernière position. Il a terminé à la 43e et dernière place finale, à 49,05 secondes du champion olympique autrichien Mario Matt. Après la course, il a déclaré : « Le contexte était si compliqué. Je l'ai fait. »
| Athlète               | Épreuve | Manche 1 | Manche 1 | Manche 2 | Manche 2 | Total   | Total |
| Athlète               | Épreuve | Temps    | Rang     | Temps    | Rang     | Temps   | Rang  |
| --------------------- | ------- | -------- | -------- | -------- | -------- | ------- | ----- |
| Yohan Goutt Goncalves | Slalom  | 1:09.01  | 77e      | 1:21.88  | 43e      | 2:30.89 | 43e   |